# Orpheu

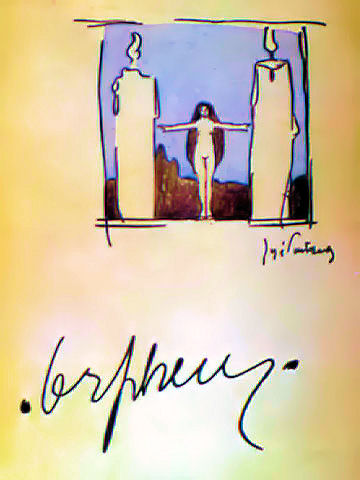
Copertina della rivista Orpheu, n.º 1 (José Pacheco, 1915)

Orpheu - Revista Trimestral de Literatura (in italiano, Orfeo - Rivista Trimestrale di Letteratura) è stata una rivista letteraria e artistica del Modernismo portoghese, di cui sono stati pubblicati i primi due numeri nel 1915. Del terzo numero, programmato per lo stesso anno e non uscito allora per mancanza di fondi, sono state pubblicate le prove di impaginazione nel 1984.

## Contesto storico
A metà degli Anni 1910, nel contesto della Prima Repubblica Portoghese e dell'inizio della Prima Guerra Mondiale, un gruppo di scrittori, artisti e intellettuali portoghesi, per lo più giovani, si riuniscono nei caffè letterari di Lisbona attorno a Fernando Pessoa e Mário de Sá-Carneiro, per dibattere, articolare, stimolare e divulgare le sensibilità e le proposte portoghesi rispetto al variegato campo del Modernismo e dell'Avanguardia. Tale generazione sarà poi nota col nome di Generazione di Orpheu e tra i suoi membri figureranno nomi di spicco delle arti e della cultura portoghese - e in certi casi europea - del XX secolo, tra i quali, oltre ai menzionati Pessoa e Sá-Carneiro, l'artista e scrittore Almada Negreiros, il pittore Amadeo de Souza-Cardoso, «Ângelo de Lima, un poeta paranoico ricoverato all'ospedale psichiatrico di Lisbona» , il pittore Santa-Rita Pintor, il filosofo Raul Leal e il compositore Ruy Coelho. 
La rivista che nacque come forza aggregativa ed espressiva di tale generazione fu appunto Orpheu, di cui furono programmati tre numeri. Solo i primi due videro la luce nel 1915, suscitando clamore e scandalo - venendo addirittura additati come «letteratura da manicomio» - per via della loro originalità, e in alcuni casi della sperimentazione e provocazione che Orpheu costituiva, considerata di rottura rispetto ai canoni della letteratura portoghese di fine XIX secolo - inizio XX secolo.

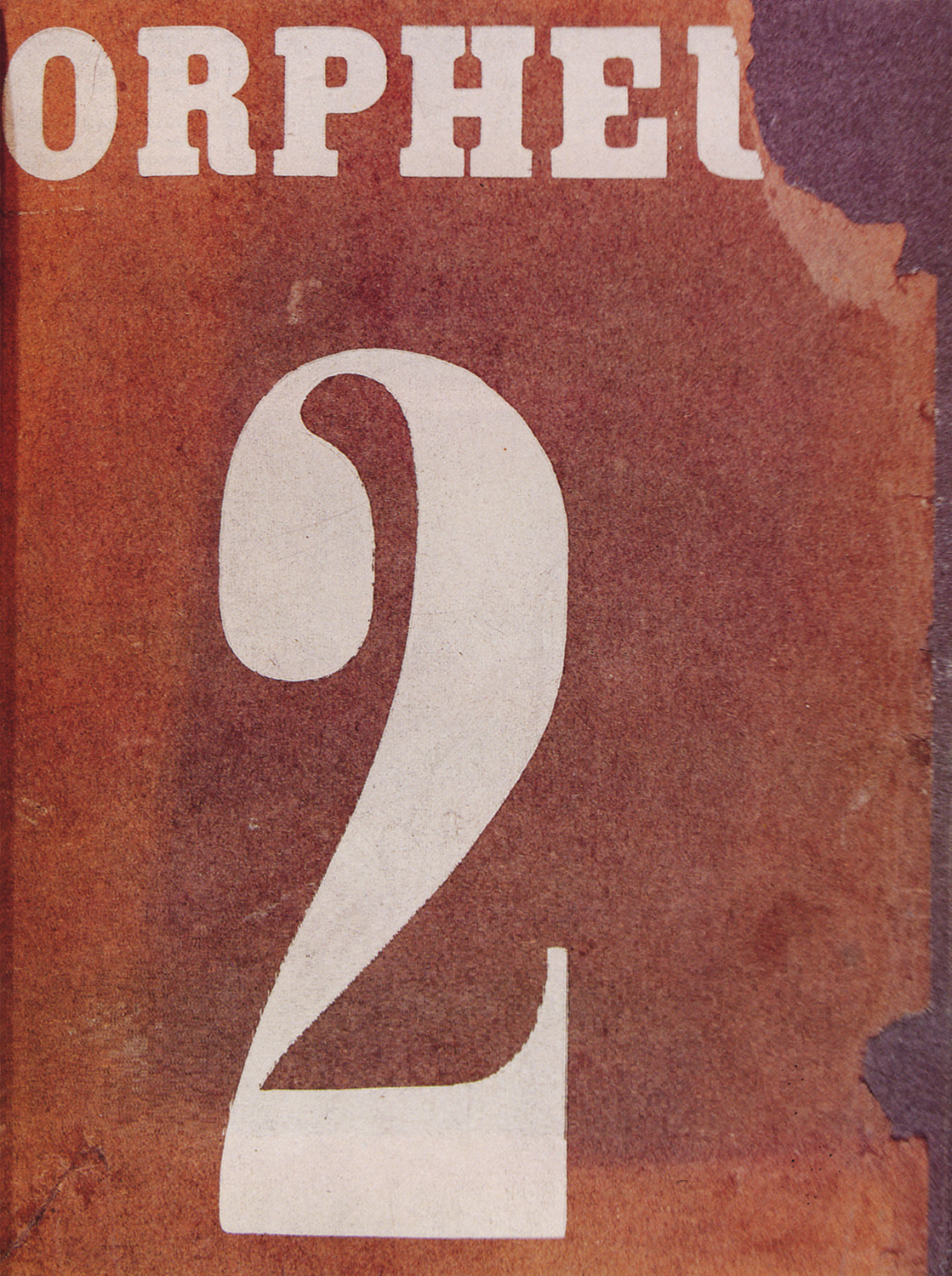
Copertina della rivista Orpheu, n.º 2 (1915)

Il terzo numero non fu pubblicato a quei tempi, perché nel frattempo i fondi per la sua produzione finirono. Nonostante l'importanza che Orpheu ebbe nei decenni successivi in termini di critica letteraria e fama, il terzo numero vide la luce solo nel 1984, sotto forma di pubblicazione delle prove di impaginazione preparate da Fernando Pessoa, il quale fu senza dubbio la guida e la figura centrale di Orpheu. 
Un ruolo marginale, come editore nominale della rivista, fu ricoperto anche da António Ferro, scrittore in seguito noto soprattutto come politico.

## Progetto e lascito culturale
Orpheu nacque dal desiderio di Fernando Pessoa di costituire un movimento culturale portoghese che, senza abdicare alle radici e specificità culturali della nazione lusitana, potesse essere a tutti gli effetti cosmopolita e aperto alla contemporaneità, distaccandosi dalle tendenze saudosiste - da alcuni considerate passatiste - di Teixeira de Pascoaes, del movimento Renascença Portuguesa e della rivista A Águia, sulla quale lo stesso Pessoa aveva debuttato come teorico e critico letterario nel 1912.
Secondo Pessoa, Orpheu era un «meraviglioso movimento sintetico», capace di produrre «una arte sintesi di nazioni e di epoche e di arti». Tale arte fu definita Sensazionismo da Pessoa e Sá-Carneiro, poiché traeva ispirazione programmatica dalla massima pessoana «sentire tutto in tutte le maniere» ed era quindi proiettata verso il tentativo di sintetizzare in modo originale tradizione e modernità, nazionalismo e cosmopolitismo, identità e alterità. Quanto a quest'ultima dicotomia, si noti che è proprio sul primo numero di Orpheu che avvenne il debutto di uno degli eteronimi di Pessoa: il poeta Álvaro de Campos.
Nella sintesi di Orpheu trovavano spazio anche le influenze dei movimenti e degli stili dell'Europa contemporanea, tra i quali il Futurismo di Marinetti, che fu introdotto e interpretato in chiave lusitana proprio dalla Generazione di Orpheu.

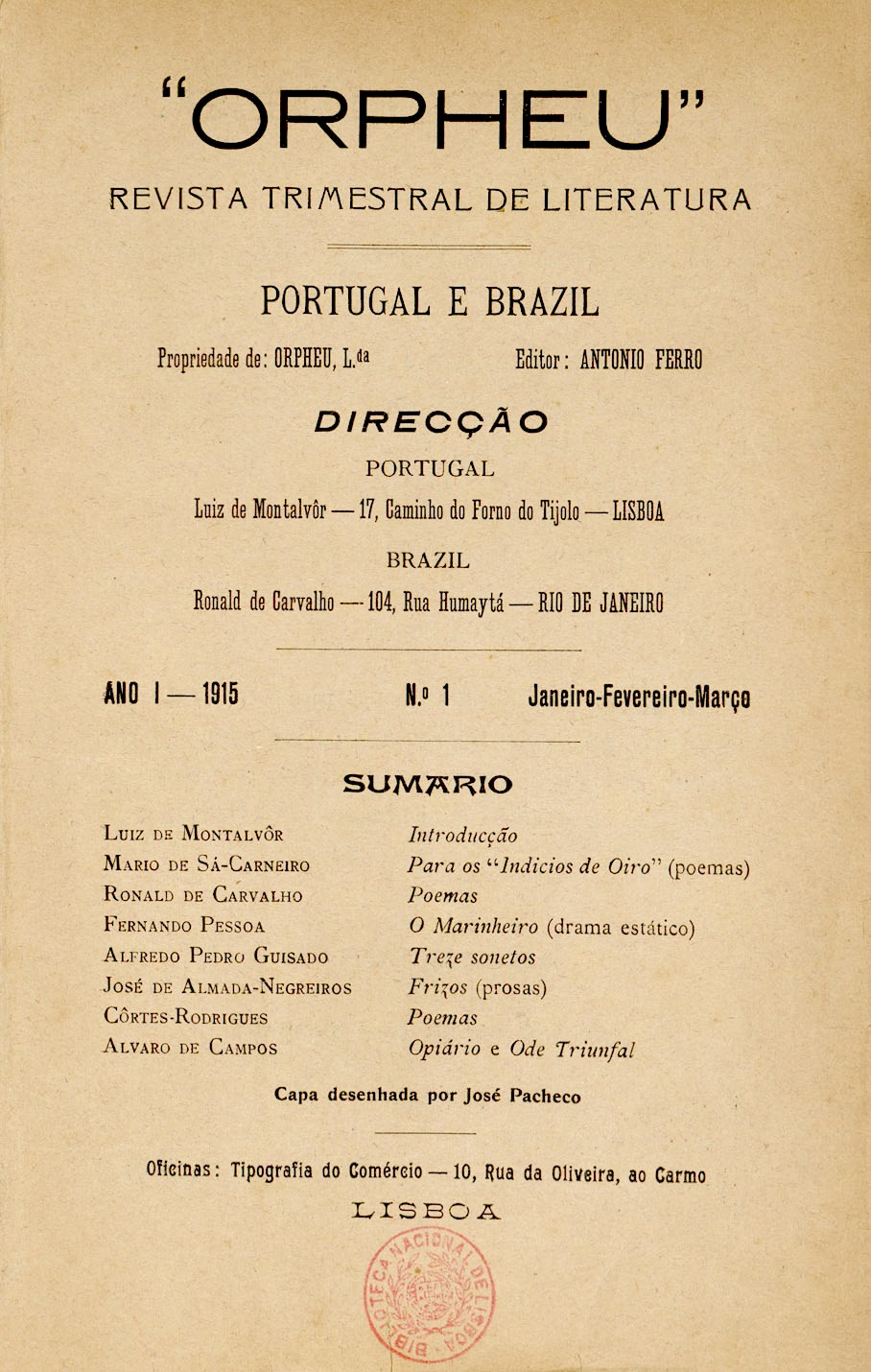
Indice della rivista Orpheu, n.º 1 (1915)

Allo scandalo iniziale suscitato dalla rivista seguì, col passare dei decenni, un crescente riconoscimento critico che si è fatto mondiale almeno da quando l'opera di Pessoa è divenuta nota al grande pubblico, a partire dagli Anni 1980, dopo il successo internazionale del Libro dell'Inquietudine, pubblicato postumo come gran parte dell'opera pessoana. 
Nel XXI secolo, gli autori e le opere della Generazione di Orpheu continuano ad essere tra i più influenti e studiati del panorama culturale portoghese, sia in Portogallo, sia a livello internazionale, come dimostrano le grandi esposizioni avvenute in varie città europee e presso il Museo Calouste Gulbenkian di Lisbona, dedicate a Fernando Pessoa (2012), Amadeo de Souza-Cardoso (2016) e Almada Negreiros (2017). 
È inoltre importante riferire che Orpheu ebbe inizialmente una dimensione luso-brasiliana, con una sede e un direttore a Rio de Janeiro, in Brasile, ad attestare la proiezione internazionale e lusofona del progetto.
Il nome della rivista è ispirato a Orfeo, personaggio della mitologia greca, il cui mito è legato all'arte.